# Sam Kelly
Roger Michael (Sam) Kelly (Salford, 19 december 1943 – Esher, 14 juni 2014) was een Brits acteur. Hij was vooral bekend om zijn rol in verschillende Britse sitcoms zoals de rol van Captain Hans Geering in 'Allo 'Allo!, Porridge en Barbara.
Sam Kelly groeide op in Liverpool. Na drie jaar in het leger gezeten te hebben, volgde hij tussen 1964 en 1967 een opleiding aan de London Academy of Music and Dramatic Art. Naast bovengenoemde sitcoms, speelde Kelly ook in onder meer Doctor Who. Hij vertolkte in 2010 de rol van Mr Spolding in Nanny McPhee 2: De vonken vliegen eraf.
Kelly stierf op 70-jarige leeftijd aan de gevolgen van longkanker.